# Clathria rosetafiordica
Espèce
Clathria rosetafiordica est une espèce d'éponges de la famille des Microcionidae.

## Distribution
L'espèce est décrite des fjords des côtes chiliennes, dans l'Océan Pacifique.

## Taxinomie
L'espèce Clathria rosetafiordica est décrite en 2006 par Eduardo Hajdu, Ruth Desqueyroux-Faúndez et Philippe Willenz.